# Жалаулы (озеро)
Жалаулы́ — бессточное солёное озеро в Иртышском районе Павлодарской области Казахстана.
Площадь озера составляет 144 км², длина — 21 км, максимальная ширина — 15 км. Озеро состоит из двух плёсов, соединённых широким проливом. Берега заболочены. В озеро впадает река Карасу, которая доносит воды только в половодье. В наиболее засушливые годы Жалаулы пересыхает и превращается в самосадочное озеро.